# Angus Reid Global
Angus Reid Global est une société d'études de marché et de sondages d'opinion fondée par Angus Reid en juin 2019.

## Fonctionnement
La société répond aux besoins des entreprises et des organisations de tout le Canada en matière de recherche et d'intelligence. Avec des bureaux à Vancouver, en Colombie-Britannique, et à Toronto, en Ontario, Angus Reid Global offre une série d'outils de collecte de données pour mesurer l'opinion publique et les attitudes et comportements des consommateurs sur différents sujets.
Le Forum Angus Reid, une communauté en ligne composée de milliers de Canadiens qui répondent à des questions et à des enquêtes par le biais de technologies en ligne, mobiles et de clavardage, est au cœur de cette initiative.
Angus Reid Global emploie un groupe d'experts dans les domaines de la gestion de groupes de discussion, des études de marché et d'opinion, et des analyses de données offrant des services de recherche pour les entreprises, les marques, les gouvernements, les organisations à but non lucratif, et autres.